# Гравиметр

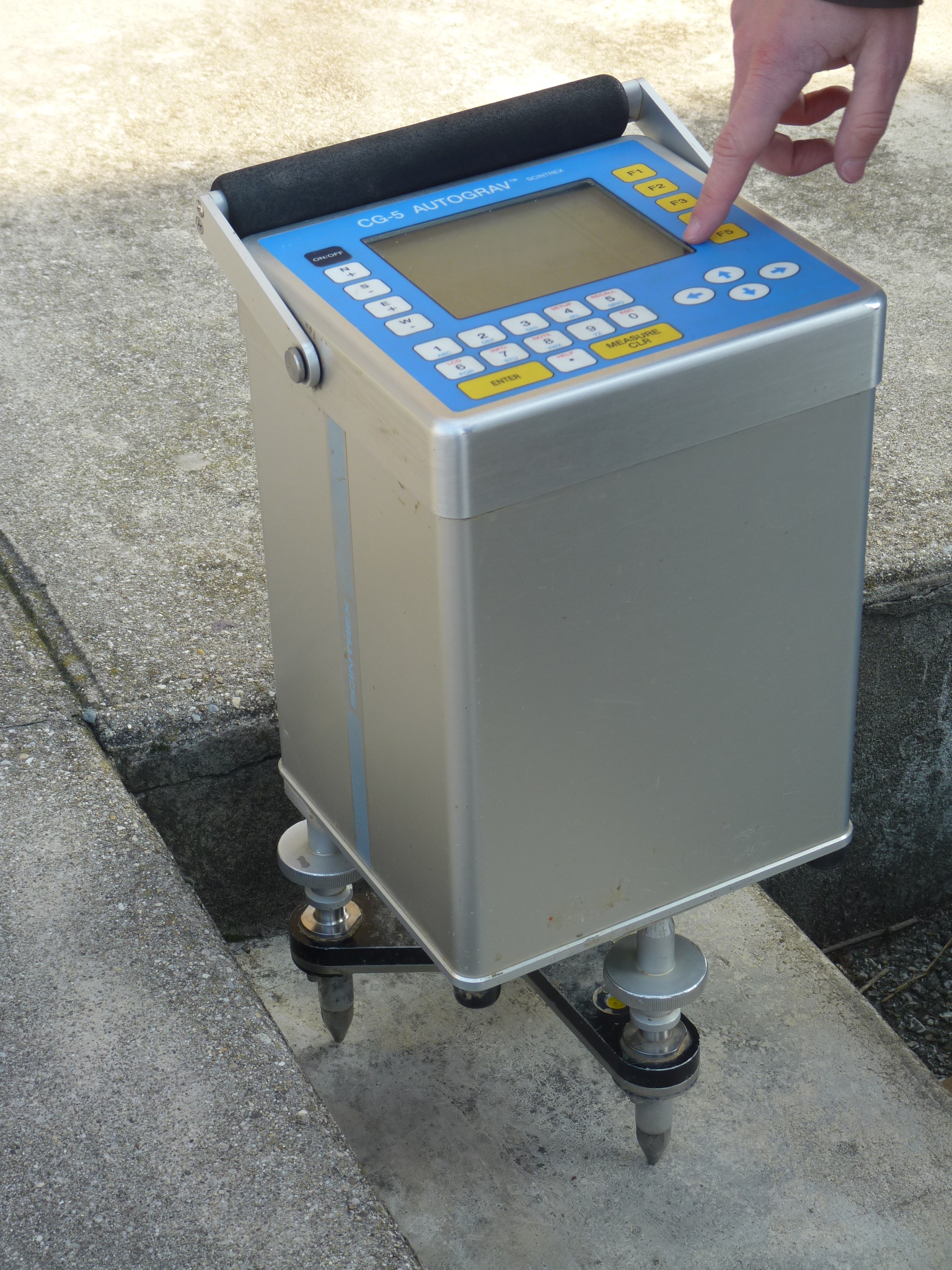
CG-5 — один из самых популярных кварцевых гравиметров

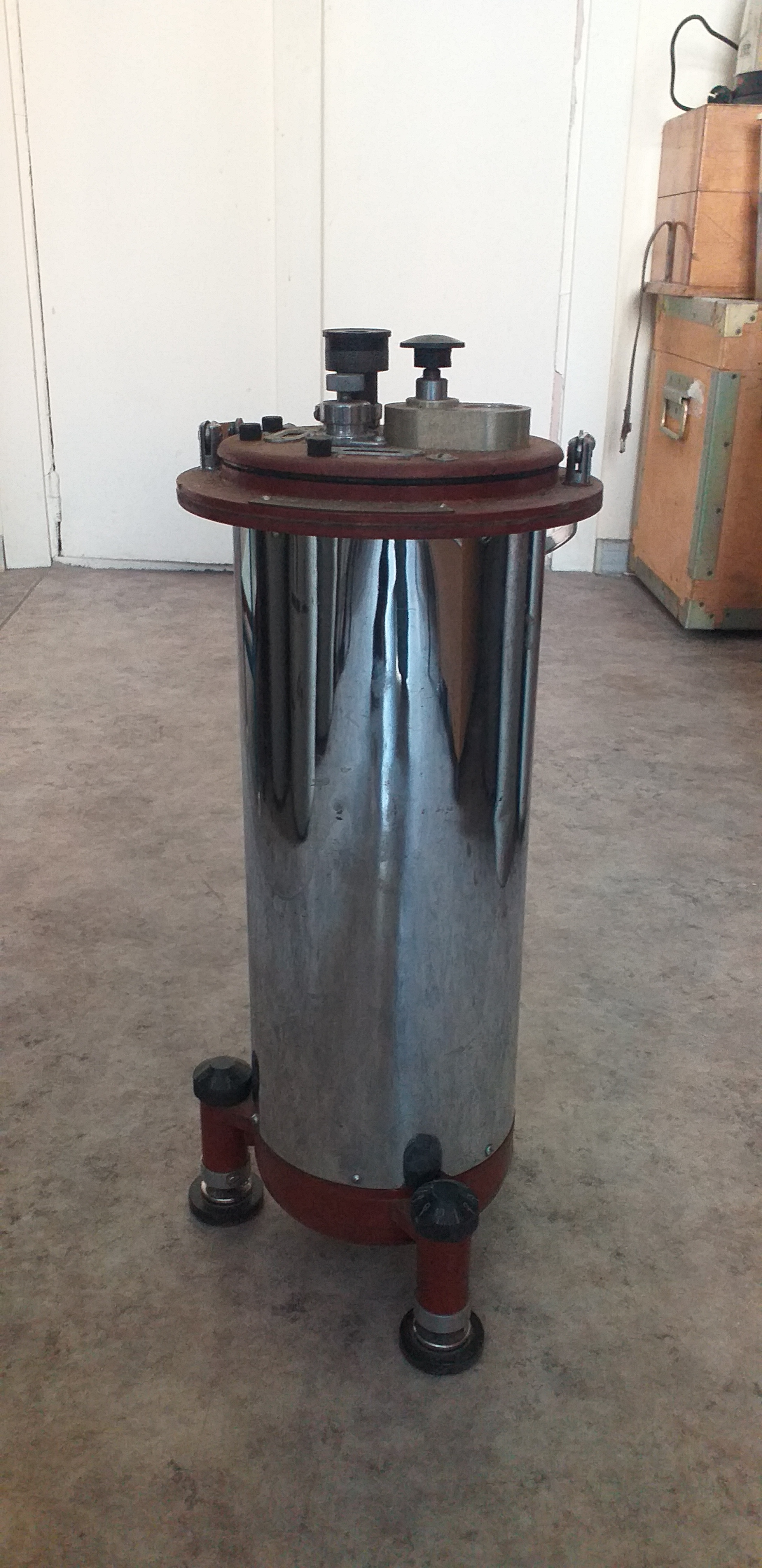
Гравиметр ГНУ КС

Грави́метр (от лат. gravis «тяжёлый» + греч. μετρεω «измеряю») — прибор для высокоточного измерения ускорения силы тяжести; чаще всего применяется при поисках полезных ископаемых. В конце XIX — начале XX века под этим термином понимался иной измерительный прибор. В частности, на страницах Энциклопедического словаря Брокгауза и Ефрона было дано следующее определение гравиметра: «прибор для определения гравиметрической плотности пороха». В некоторых источниках  гравиметром назывался Гравитационный вариометр.

## Предназначение прибора и применение

1. график силы тяжести
2. карстовая воронка
3. плотное рудное тело
4. вмещающая порода.

Гравиметр является многопрофильным прибором, применение которого возможно во многих областях — гравиразведке, геодезии и т.д.  Гравиметры устанавливаются на автомобилях, судах, самолётах, космических спутниках и др., но более распространены переносимые вручную конструкции. Гравиметры нашли своё применение в навигации баллистических (в том числе ядерных) ракет. В основе системы ориентации ракеты применяется гравиметрия, так как именно гравитационное поле Земли является сильным и стабильным ориентиром: в отличие от ориентации по магнитному полю, либо наведения путём радиосигнала, гравитационное поле невозможно исказить или перехватить. По понятным причинам невозможно и «замаскировать» атакуемую цель искусственной гравитационной аномалией, так как для её создания потребуется быстрое и скрытное перемещение огромного количество вещества.

## Общие сведения
Изначально в гравиразведке и гравиметрии для точных измерений поля силы тяжести применялись различные градиентометры и вариометры. Данные приборы позволяют измерить полные значения вторых производных потенциала, что достаточно информативно, но они имеют крайне низкую производительность — на одно измерение силы тяжести может уходить до 40 минут и более. Из-за этого распространение получили более простые, но в то же время более производительные гравиметры различных конструкций, которые измеряют только вертикальную производную потенциала — {\displaystyle \Delta g}. В СССР к 1953 году был налажен выпуск собственных гравиметров и производство вариометрической аппаратуры резко снизилось, а к 1968 году прекратилось. В настоящее время градиентометры и вариометры используются лишь для высокоточных измерений поля силы тяжести (с их помощью возможны археологические изыскания, поиск крупных подземных помещений — галерей и бункеров), когда точности гравиметров не хватает.
Гравиметр представляет собой достаточно тонкий измерительный прибор, работа которого зависит от целого ряда мешающих факторов: температуры, давления, вибраций (всевозможные микросейсмы или тряска). Поэтому измерения проводят исключительно в покое, устанавливая гравиметр по очереди на каждом пикете заранее подготовленной сети. Чувствительная часть гравиметра помещена в защитный корпус, в котором поддерживаются постоянные температура и давление. Современные гравиметры уже достигли точности определения {\displaystyle g} на уровне ~10−7—10−9 при относительных измерениях, а точность при абсолютных измерениях может составлять 0,03—0,07 мГал.
Существует много различных конструкций чувствительной системы, работа которой обусловлена влиянием силы тяжести на некое явление: свободное падение тел, колебание маятника (струны, мембраны), прецессия тяжёлого гироскопа, искривление поверхности вращающейся жидкости (или подъём жидкости в капилляре), левитация проводника с током или заряженной частицы в магнитном поле, а также равновесие какой-либо системы из весов (из рычагов или пружин).
Измеренные показания могут быть как абсолютными (измеряется сама величина силы тяжести, например, 981,2573 мГал), так и относительными (в этом случае измеряется разность силы тяжести в двух соседних пунктах). Также измерения могут проводиться в движении (на воде, а в последнее время «модной» становится авиагравиразведка), но чаще гравиметры неподвижно устанавливают на пункте измерения, и лишь после окончания измерений переносят на новый пункт.

## Абсолютное измерение силы тяжести
Абсолютные измерения исторически появились раньше из-за того, что их грубое проведение возможно без специального оборудования. Например, в качестве измерительного прибора может быть большой маятник. Кроме того, оценку величины силы тяжести проводили бросая тяжёлые шары с высоких башен (в этом случае измерялось время падения шара на землю). Однако только с развитием современных технологий абсолютные измерения стали по-настоящему точными.

### Маятниковые гравиметры абсолютных измерений

Колебания маятника: стрелками показаны векторы скорости (v) и ускорения (a)

Измерение абсолютного значения силы тяжести основаны на том, что период колебаний T у маятника зависит от величины поля, в котором совершаются эти колебания. Математическим аппаратом, описывающим данную зависимость, является формула:
{\displaystyle T=2\pi {\sqrt {\frac {l}{g}}}.}
Для более точного вычисления можно воспользоваться более сложной моделью:
{\displaystyle T=T_{0}\left\{1+\left({\frac {1}{2}}\right)^{2}\sin ^{2}\left({\frac {\alpha }{2}}\right)+\left({\frac {1\cdot 3}{2\cdot 4}}\right)^{2}\sin ^{4}\left({\frac {\alpha }{2}}\right)+\dots +\left[{\frac {\left(2n-1\right)!!}{\left(2n\right)!!}}\right]^{2}\sin ^{2n}\left({\frac {\alpha }{2}}\right)+\dots \right\},}
где {\displaystyle T_{0}=2\pi {\sqrt {\frac {l}{g}}}} — период малых колебаний,
{\displaystyle \alpha } — максимальный угол отклонения маятника от вертикали.
Однако на точность вычислений силы тяжести, в результате, будут оказывать влияние точность измерения длины маятника, а также масса груза. Для решения этой проблемы Ф. В. Бессель предложил измерять периоды колебаний {\displaystyle T_{1}} и {\displaystyle T_{2}} одного и того же маятника при разной длине нити {\displaystyle l_{1}} и {\displaystyle l_{2}}. Для расчётов необходимо использовать формулу:
{\displaystyle g=4\pi ^{2}{\frac {l_{1}-l_{2}}{T_{1}^{2}-T_{2}^{2}}}.}
Преимущество данного подхода заключается в том, что измерить разность длин маятников можно значительно точнее и проще, чем сами длины маятников. Точность измерения может составить 0,3 мГал.

### Баллистические гравиметры
Измерение абсолютного значения силы тяжести основано на регистрации времени свободного падения некоторого пробного тела известной массы. Математическим аппаратом, описывающим данную зависимость, является формула:
{\displaystyle z=z_{0}+v_{0}t+{\frac {gt^{2}}{2}}.}
Величины {\displaystyle z_{0}} — начальная высота, {\displaystyle v_{0}} — начальная скорость заранее известны, соответственно, измерив положение тела z и время t в нескольких положениях, можно составить систему уравнений:
{\displaystyle \left\{{\begin{matrix}z_{1}=z_{0}+v_{0}t_{1}+{\frac {gt_{1}^{2}}{2}}\\z_{2}=z_{0}+v_{0}t_{2}+{\frac {gt_{2}^{2}}{2}}\\z_{3}=z_{0}+v_{0}t_{3}+{\frac {gt_{3}^{2}}{2}}\end{matrix}}\right.}
Измерения координаты тела осуществляется с помощью лазерного дальномера, а для увеличения точности вводят поправку на время запаздывания определения координат из-за физических процессов в приборе.
Для ещё большего увеличения точности могут усложнять математический аппарат, учитывая неоднородность самого гравитационного поля (свободно падающий груз меняет свою абсолютную высоту, а на разной высоте разное нормальное значения силы тяжести). Поэтому на практике распространена следующая формула:
{\displaystyle z_{i}=z_{0}+v_{0}t_{i}+{\frac {gt_{i}^{2}}{2}}+\gamma {\frac {v_{0}t_{i}^{3}}{6}}+\gamma {\frac {gt_{i}^{4}}{24}},}
где {\displaystyle \gamma } — вертикальный градиент силы тяжести на текущем пикете.
Фактически, в гравиметрах типа ГАБЛ-Э во время одного свободного падения измерений производят не три раза, а несколько сотен раз. Это позволяет статистическими методами определить наиболее вероятное значение силы тяжести. Для этого применяется следующая формула:
{\displaystyle g={\frac {2}{\Delta }}{\begin{vmatrix}N&\sum t_{i}&\sum S_{i}-{\frac {1}{6}}\gamma (v_{0}t_{i}^{3}+{\frac {1}{4}}gt_{i}^{4})\\\sum t_{i}&\sum t_{i}^{2}&\sum \left[{S_{i}-{\frac {1}{6}}\gamma (v_{0}t_{i}^{3}+{\frac {1}{4}}gt_{i}^{4})}\right]t_{i}\\\sum t_{i}^{2}&\sum t_{i}^{3}&\sum \left[{S_{i}-{\frac {1}{6}}\gamma (v_{0}t_{i}^{3}+{\frac {1}{4}}gt_{i}^{4})}\right]t_{i}^{2}\end{vmatrix}},}
где N — количество измерений, а величина {\displaystyle \Delta } определяется выражением:
{\displaystyle \Delta ={\begin{vmatrix}N&\sum t_{i}&\sum t_{i}^{2}\\\sum t_{i}&\sum t_{i}^{2}&\sum t_{i}^{3}\\\sum t_{i}^{2}&\sum t_{i}^{3}&\sum t_{i}^{4}\end{vmatrix}}.}
Визуально основная часть гравиметра представляет собой короткую трубку, из которой откачан воздух. Специальный механизм сверху вниз по трубке бросает шарик известной массы, а нижний механизм (так называемая «юбка») ловит шарик внизу, когда тот вылетает из трубки. Затем механизм возвращает шарик обратно к верхней части трубы и снова бросает. Во время падения лазерный луч многократно измеряет координаты шарика в трубе.

### Квантовый гравиметр
Создан квантовый гравиметр объёмом в 1 см3 и основанный на использовании интерферометра Маха — Цендера.

## Относительное измерение силы тяжести
В отличие от абсолютных измерений, относительные характеризуются более высокой производительностью. Один и тот же прибор переносят между площадками, заранее выбранными из предположений более общего свойства, и, сравнивая результаты измерений, определяют конфигурацию гравитационного поля в данной области.

### Маятниковые гравиметры для относительных измерений
Примерами данной конструкции являются гравиметры Штюкарта и комплекс «Агат» (ЦНИИГАиК). Приборы состоят из одного или нескольких комплектов маятников, в которых два маятника качаются в противофазе. Маятники помещаются в сосуд Дьюара, в котором поддерживается постоянная температура.
Измеряется отношение:
{\displaystyle {\frac {g_{a}}{g_{b}}}={\frac {T_{b}^{2}}{T_{a}^{2}}}.}
Точность измерения может достигать 0,1 мГал.

### Гравиметры на основе сейсмографа Голицына
В основе конструкции прибора лежит сейсмограф.
Данный тип гравиметров, пожалуй, самый распространённый. Несмотря на кажущуюся грубоватость конструкции, именно кварцевые гравиметры (из кварца делают основной чувствительный элемент системы — сейсмограф Голицына) имеют оптимальное соотношение доступности и функционала. Чаще всего это относительно недорогие приборы небольшого веса и габаритов при хорошей точности измерений. Таковы, например, популярные канадские гравиметры CG-5 и отечественные ГНУ-К (ГНУ-КС, ГНУ-КВ).
Прообраз конструкции разработан великим отечественным геофизиком Б. Б. Голицыным.
Её основу составляет каркас чувствительного элемента в виде перевёрнутой П-образной рамки из кварца. Между верхними концами рамки натянута кварцевая нить, закрученная в двойную спираль. В середине спирали между витками вставлено тонкое кварцевое коромысло с платиновым грузом на конце. Груз на коромысле уравновешивает усилие раскручивания кварцевой нити.
Мерой силы тяжести в таком гравиметре является угол отклонения коромысла от положения при калибровке прибора. Угол измеряется оптической системой (визуально), впрочем, встречаются и другие схемы. Вся кварцевая конструкция с платиновым грузом помещается в термостат.
Отдельной ветвью эволюции кварцевых гравиметров являются гравиметры La Coste&Romberg аналогичного устройства, но чувствительная часть этих гравиметров выполнена не из кварца, а из металла. Стабильность системы так же обеспечивается термостатированием датчика.

### Инерциальные гравиметры
Определение вектора ускорения силы тяжести с помощью инерциального гравиметра происходит по результатам измерений параметров инерциальной системы на подвижном носителе (чаще всего на флоте). Сама инерциальная система состоит из акселерометров, гироскопов и других устройств.
Теория инерциальной гравиметрии полностью совпадает с теорией инерциальной навигации, а основное уравнение имеет вид:
{\displaystyle m{\frac {d^{2}{\vec {r}}}{dt^{2}}}=m{\vec {g}}+{\vec {F}},}
где {\displaystyle {\vec {r}}} — радиус-вектор точечной пробной массы {\displaystyle m,}
{\displaystyle m{\vec {g}}} — вектор силы тяжести,
{\displaystyle {\vec {F}}} — сила воздействия опоры на пробную массу.
Инерциальная навигация — достаточно развитая наука, развившаяся ещё в 1930-х, и нашедшая применение во многих областях. Например, А. В. Тиль разработал быстродействующий морской гравиметр «Стен» с магнитным подвесом инерциального тела. С его помощью он реализовал возможность определения координат подводных лодок только по гравитационному полю Земли. Прибор прошёл испытания в 1982 году и его включили в состав комплекса навигации подлодок «Тайфун». В ходе этих испытаний Тиль выполнил и гравиразведку акватории Белого моря, где были выявлены аномалии, перспективные для дальнейшего поиска полезных ископаемых.
Подобный гравиметр состоит из трёх ортогональных акселерометров, положение которых непрерывно контролируется гироскопами. С помощью упомянутых акселерометров получают три составляющие вектора силы, действующей на пробную массу.

### Криогенные гравиметры
Сверхпроводящую сферу помещают над кольцом, по которому циркулирует электрический ток, создающий внешнее магнитное поле, индуцирующее на поверхности сферы, магнитное поле которого противоположно приложенному извне и выталкивает сферу из внешнего поля, поэтому сфера парит (левитирует) над кольцом на высоте, определяемой силой тяжести. Измерение этой высоты и позволяет вычислить силу тяжести.
Отсутствие существенных преимуществ в сочетании с дороговизной ограничивает распространённость таких приборов единичными образцами.

### Струнные гравиметры
Гравиметры струнного типа основаны на зависимости резонансной частоты струны от её натяжения подвешенным на струне грузом. Они практически безынерционны, имеют небольшие вес и габариты, поэтому подходят для измерений силы тяжести с самолёта. Также они характеризуются очень малым смещением нуля, высокой помехоустойчивостью и острой направленностью оси чувствительности. Идея гравиметров была предложена физиками Мандельштамом и Папалекси, но впервые реализована и испытана в Англии на подводной лодке в 1949 году. В СССР первый струнный гравиметр был разработан и испытан в 1956 году на надводном судне А. М. Лозинской в ВНИИГеофизике. Точность составила 1,2 мГал.
Технически гравиметр представляет собой медный груз, подвешенный в поле постоянных магнитов на струне из сплава с малым температурным коэффициентом. Эти магниты демпфируют вибрации в поперечной плоскости. Струна помещена между полюсами другого постоянного магнита и является частью цепи положительной обратной связи генератора. Когда генератор возбуждает струну, возникают незатухающие механические колебания с собственной частотой струны, зависящей от натяжения силой тяжести груза, следовательно, задача сводится к измерению отклонения этой частоты от эталонной. Уравнение движения струны имеет вид:
{\displaystyle Mgd\alpha -S\sigma dz{\frac {\partial ^{2}x}{\partial t^{2}}}=0,}
где M — масса груза,
{\displaystyle \sigma } — плотность,
{\displaystyle \alpha } — крайне небольшой угол между векторами силы натяжения и силы тяжести.
Недостатком струнных гравиметров является чувствительность к вибрациям.